# Shannon Tweed
Shannon Lee Tweed Simmons (Saskatoon, Canadá, 10 de marzo de 1957) es una actriz y modelo canadiense, una de las actrices con más éxito en el género del thriller erótico.
Se lanza al estrellato gracias a la revista Playboy en el año 1981, como Miss Noviembre. En 1982 comenzó su carrera de cine y también apareció en la serie de televisión Falcon Crest; además, se convirtió en la Playmate de ese mismo año. Tuvo un romance con Hugh Hefner e hizo una serie de películas eróticas de bajo presupuesto. 
Mantuvo una larga relación con el bajista y cantante Gene Simmons, de una de las bandas más influyentes e importantes de la década de 1970, Kiss, y tienen dos hijos: el mayor, Nicholas (22 de enero de 1989), y la menor, Sophie (7 de julio de 1992). Contrajeron matrimonio el 1 de octubre de 2011 y el evento fue luego emitido en su programa televisivo.
Shannon Tweed y Gene Simmons aparecieron, junto a sus hijos, en el programa de A&E Gene Simmons Family Jewels (2006-2012).

## Filmografía selecta
- Of Unknown Origin (1983)
- Hot Dog…The Movie (1984)
- The Surrogate (1984)
- Meatballs III: Summer Job (1986)
- Steele Justice (1987)
- Cannibal Women in the Avocado Jungle of Death (1988)
- Last Call (1991)
- In the Cold of the Night (1991)
- Night Eyes II (1991)
- The Naked Truth (1992)
- Sexual Response (1992)
- Night Rhythms (1992)
- Cold Sweat (1993)
- Night Eyes 3 (1993)
- Indecent Behavior (1993)
- No Contest (1994)
- Possessed by the Night (1994)
- A Woman Scorned (1994)
- Model by Day (1994)
- Hard Vice (1994)
- Night Fire (1994)
- Indecent Behavior 2 (1994)
- The Dark Dancer (1995)
- Victim of Desire (1995)
- Illicit Dreams (1995)
- Body Chemistry 4: Full Exposure (1995)
- Indecent Behavior 3 (1995)
- Stormy Nights (1996)
- Electra (1996)
- White Cargo (1996)
- Human Desires (1997) as Alicia Royale
- Assault on Devil's Island (1997)
- Bimbo Bash Movie (1997)
- Dead by Dawn (1998)
- Naked Lies (1998)
- No Contest II
- Forbidden Sins (1999)
- Powerplay (1999)
- Shadow Warriors II: Asalto a la montaña (1999)
- Detroit Rock City (1999)
- The Rowdy Girls (2000)
- Scandalous Behavior (AKA Singapore Sling) (2000)
- Dead Sexy (2001)